# Dejan Ljubičić
Dejan Ljubičić (Beč, 8. listopada 1997.) austrijski je nogometaš koji igra na poziciji veznog. Trenutačno igra za Dinamo Zagreb.

## Klupska karijera

### Rapid Beč II
Za drugu momčad bečkog Rapida debitirao je 31. srpnja 2015. u utakmici Regionallige Ost u kojoj je druga momčad gradskog suparnika Austrije slavila s 2:0. Prvi pogodak postigao je 16. rujna 2016. protiv druge momčadi kluba Admira Wacker u ligaškoj utakmici koja je završila 2:0. S Rapidom je potpisao profesionalni ugovor 7. srpnja 2017.

### Wiener Neustadt (posudba)
Sezonu 2017./18. započeo je na posudbi u austrijskom drugoligaškom klubu Wiener Neustadt. S posudbe se vratio nakon 7. kola. Wiener Neustadt dortad je ostvario 6 pobjeda i 1 remi, a Ljubičić je svaki put bio dio prve postave.

### Rapid Beč
Ljubičić je debitirao za prvu momčad 26. kolovoza 2017. u utakmici Bundeslige protiv LASK-a kojeg je Rapid dobio s minimalnih 1:0. Klupski prvijenac postigao je 10. rujna u ligaškoj utakmici protiv Red Bull Salzburga koja je završila 2:2. U UEFA Europskoj ligi debitirao je 20. rujna 2018. kada je Spartak Moskva pobijeđena 2:0. Prvi pogodak u tom natjecanju postigao je 13. prosinca kada je postigao jedini pogodak na utakmici s Rangersom. Od sezone 2020./21. Ljubičić je klupski kapetan.

### 1. FC Köln
Dana 26. travnja 2021. prešao je u 1. FC Köln s kojim je potpisao ugovor do lipnja 2025. Za novi klub debitirao je 15. kolovoza 2021. u utakmici njemačke Bundeslige u kojoj je Hertha Berlin poražena 3:1. Svoj prvi pogodak za Köln postigao je 27. studenog u ligaškoj utakmici u kojoj je Borussia Mönchengladbach dobivena 4:1. Dvaput je bio strijelac 15. rujna 2022. u utakmici UEFA Europske konferencijske lige u kojoj je 1. FC Slovácko izgubilo 4:2. S Kölnom je u sezoni 2023./24. ispao u 2. Bundesligu koju je iduće sezone osvojio.

### Dinamo Zagreb
Pridružio se zagrebačkom Dinamu 17. lipnja 2025. Za Dinamo Zagreb debitirao je  2. kolovoza u utakmici prvog kola HNL 2025./26. u kojoj je Osijek poražen 0:2.

## Reprezentativna karijera
Nastupao je za selekcije Austrije do 17, 18, 19 i 21 godine.
Za A selekciju debitirao je 9. listopada 2021. kada su Farski Otoci izgubili  0:2. Prvi reprezentativni pogodak postigao je 15. studenog kada je Austrija pobijedila Moldaviju 4:1.

## Osobni život
Njegov mlađi brat Robert također je nogometaš. Oboje su rođeni u Austriji, a roditelji su im bosanski Hrvati iz Busovače.

## Priznanja

### Klupska
1. FC Köln
- 2. Bundesliga (1): 2024./25.

## Vanjske poveznice
- Profil, Austrijski nogometni savez
- Profil, Transfermarkt